# 下灘駅
下灘駅（しもなだえき）は、愛媛県伊予市双海町大久保にある、四国旅客鉄道（JR四国）予讃線（愛ある伊予灘線）の駅である。駅番号はS09。

## 概要
ホームから広い海（伊予灘）を眺めることができ、駅周辺は鉄道写真の撮影名所の一つとして鉄道ファンの間に知られている。また近年は「映える」スポットとして若者を中心に人気を集めており、特に休日の日中は多くの人がホームに滞留しているのが見受けられる。また、観光列車・伊予灘ものがたりが運転停車する。
当駅は標高11 mに位置し、海岸を埋め立てる形で国道378号が開通するまでは、ホームの下にすぐ波が打ち寄せるほど線路と海岸が近接した「日本一海に近い駅」であった。海が荒れた日にはホームにまで波しぶきが降りかかるほどだったという。なお、この名称は現在でも使用される場合もある。

## 歴史
当駅は1935年（昭和10年）6月9日に国鉄予讃本線が伊予上灘駅から当駅まで1駅分だけ延伸したのと同時に下灘駅として開業した。当初は終着駅であったが、開業のおよそ4か月後の10月6日には当駅から伊予長浜駅までが開通したため、途中駅となった。
1986年（昭和61年）3月3日には向井原駅 - 内子駅間の新線開通により向井原駅から伊予長浜駅を経て伊予大洲駅に至る線路が幹線としての役割を喪失したため、当駅においても優等列車が通ることはなくなった。
その後、当駅は1987年（昭和62年）4月1日の国鉄の分割民営化を経て現在に至っている。なお、予讃本線は1988年（昭和63年）6月1日に予讃線へ改称となった。

### 年表
- 1935年[6]（昭和10年）6月9日：開業[1][2]。
- 1935年（昭和10年）10月6日：当駅 - 伊予長浜駅間が開通。
- 1970年（昭和45年）6月1日：貨物取扱廃止[1]。
- 1971年（昭和46年）11月8日：荷物扱い廃止[1]。
- 1986年（昭和61年）3月3日：駅員無配置駅となり[10]、簡易委託化される[11]。
- 1987年（昭和62年）4月1日：国鉄分割民営化により四国旅客鉄道（JR四国）の駅となる[1]。
- 1988年（昭和63年）6月1日：予讃本線が予讃線へ改称となる。
- 2012年（平成24年）2月：駅舎扁額が木目調のものに取り換えられる。
- 2014年（平成26年）3月15日：予讃線海回り（伊予市駅 - 伊予長浜駅 - 伊予大洲駅間）の愛称が「愛ある伊予灘線」となる。

## 駅構造
単式ホーム1面1線を有する地上駅である。元は島式ホーム1面2線だったが、向井原駅 - 内子駅間の新線開業後に駅舎側の1線を撤去し、現在の構造となった。そのため、駅舎からホームまでの間は極力段差をなくすため列車の発着する部分を中心にコンクリートで埋められている。また、かつては終着駅でもあったため構内は比較的広く、側線もある。
ホーム有効長は4両分あるが、3両編成である「伊予灘ものがたり」の運転停車時は2両編成であった初代車両時代と同じ位置で停車しているため、松山寄りの3号車はほぼ全てがホームからはみ出して停車している（出入口の箇所はホームの端にかかっているため乗降は可能）。
開業当初からの木造駅舎が改装されながら残っている。駅舎内部には待合所のほか、今は使われていない出札口などがある。
簡易委託駅だが、出札業務の受託を行っていた駅前のたばこ店が休業したため、事実上の駅員無配置駅となっている。
なお、下灘駅の駅舎内部に記念乗車券の臨時販売所を、2019年（令和元年）7月20日から9月30日まで設置した。
ホーム柱に取り付けられている『しもなだ』のホーロー看板は2014年（平成26年）に有志によって取り付けられたものである。
駅前には駐車場があるが、駐車可能台数が5台程度と少なく夏休み等の観光シーズンは付近の道路も混雑する。また、駅前の道は普通車がなんとかすれ違える程度の道幅しかなく、路上駐車をしないよう呼びかけられている。駅前の駐車場が満車の場合は、駅から徒歩5分ほどの場所にある臨時駐車場（約20台駐車可能）に案内される場合があるほか、隣の駅である伊予上灘駅近くの「道の駅ふたみ」に駐車した上で鉄道利用での訪問も案内されている。

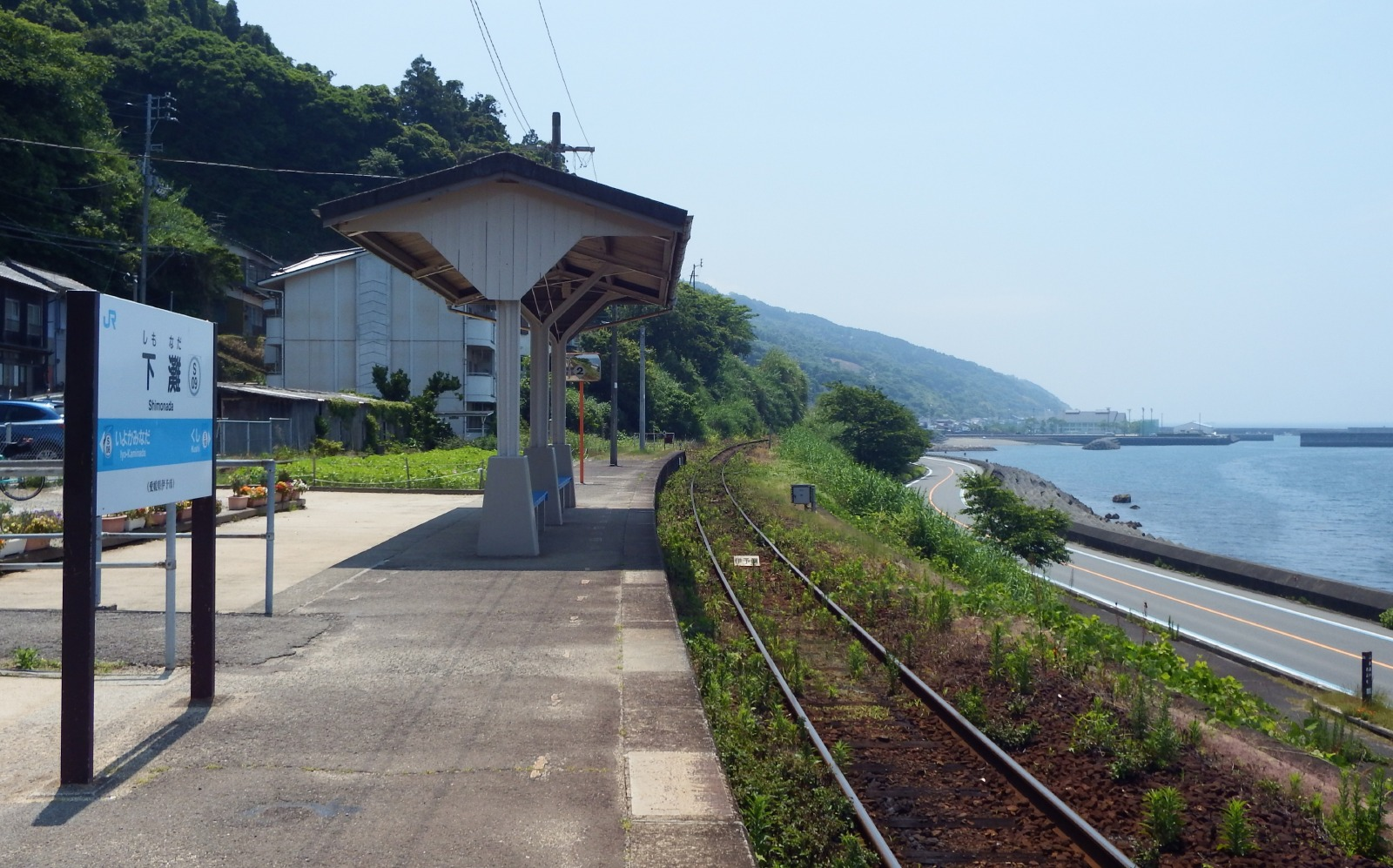
ホーム（2022年5月）
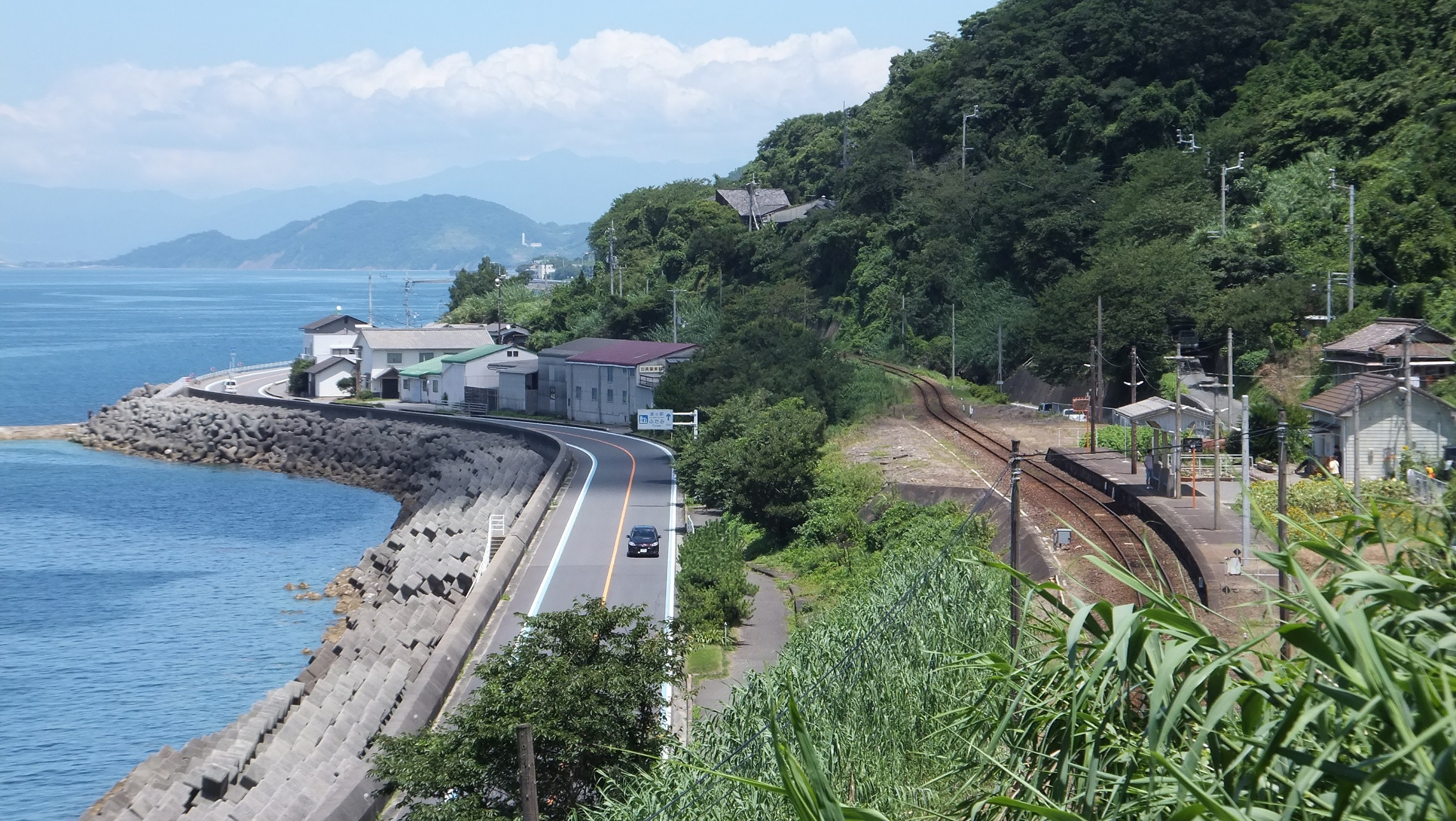
駅遠景（2015年7月）

## 利用状況
- 1日平均の乗降人員は72人である（2016年度時点） 。

下灘駅の利用状況の変遷を下表に示す。
- 輸送実績（乗降人員）の単位は人であり、年度での総計値を示す[15]。
- 表中、最高値を赤色で、最高値を記録した年度以降の最低値を青色で、最高値を記録した年度以前の最低値を緑色で表記している。

| 年 度                   | 当駅分輸送実績（乗降人員）：人／年度 | 当駅分輸送実績（乗降人員）：人／年度 | 当駅分輸送実績（乗降人員）：人／年度 |
| ----------------------- | ------------------------------------ | ------------------------------------ | ------------------------------------ |
| 年 度                   | 定期                                 | 定期外                               | 合 計                                |
| 2005年度（平成17年度）  | 42,340                               | 8,760                                | 51,100                               |
| 2006年度（平成18年度）  | 36,500                               | 7,300                                | 43,800                               |
| 2007年度（平成19年度）  | 37,332                               | 8,052                                | 45,384                               |
| 2008年度（平成20年度）  | 33,580                               | 8,030                                | 41,610                               |
| 2009年度（平成21年度）  | 32,850                               | 7,300                                | 40,150                               |
| 2010年度 （平成22年度） | 32,850                               | 13,140                               | 45,990                               |
| 2011年度 （平成23年度） | 27,084                               | 9,516                                | 36,600                               |
| 2012年度 （平成24年度） | 22,692                               | 7,320                                | 30,012                               |
| 2013年度 （平成25年度） | 22,630                               | 5,110                                | 27,740                               |
| 2014年度 （平成26年度） | 18,250                               | 4,380                                | 22,630                               |
| 2015年度 （平成27年度） | 18,250                               | 5,110                                | 23,360                               |
| 2016年度 （平成28年度） | 19,032                               | 6,588                                | 25,620                               |

## 駅周辺

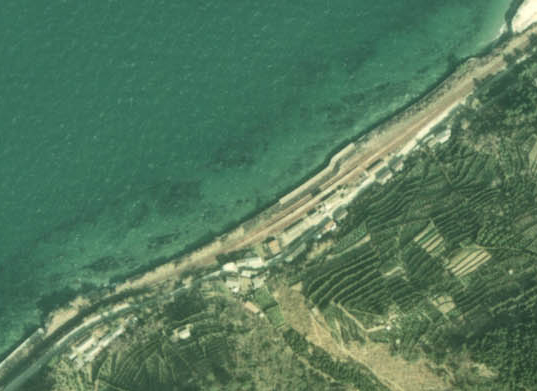
国道378号線が開通する前の下灘駅（1974年）

駅は下灘の集落から1 kmほど東にある。駅から国道沿いに西へ行くと海を埋め立てて造った港があり、周辺は役所の支所や郵便局、小学校などがあり、賑やかである。そこからさらに豊田川上流の方へ行くと中学校がある。
- 伊予市役所下灘支所
- 伊予警察署下灘駐在所
- 下灘郵便局
- 伊予市立下灘小学校
- 旧伊予市立下灘中学校校舎 - 2010年、伊予市立上灘中学校と統合し伊予市立双海中学校となって閉校。
- 国道378号
- 富岡川
- 豊田川

## 作品の舞台

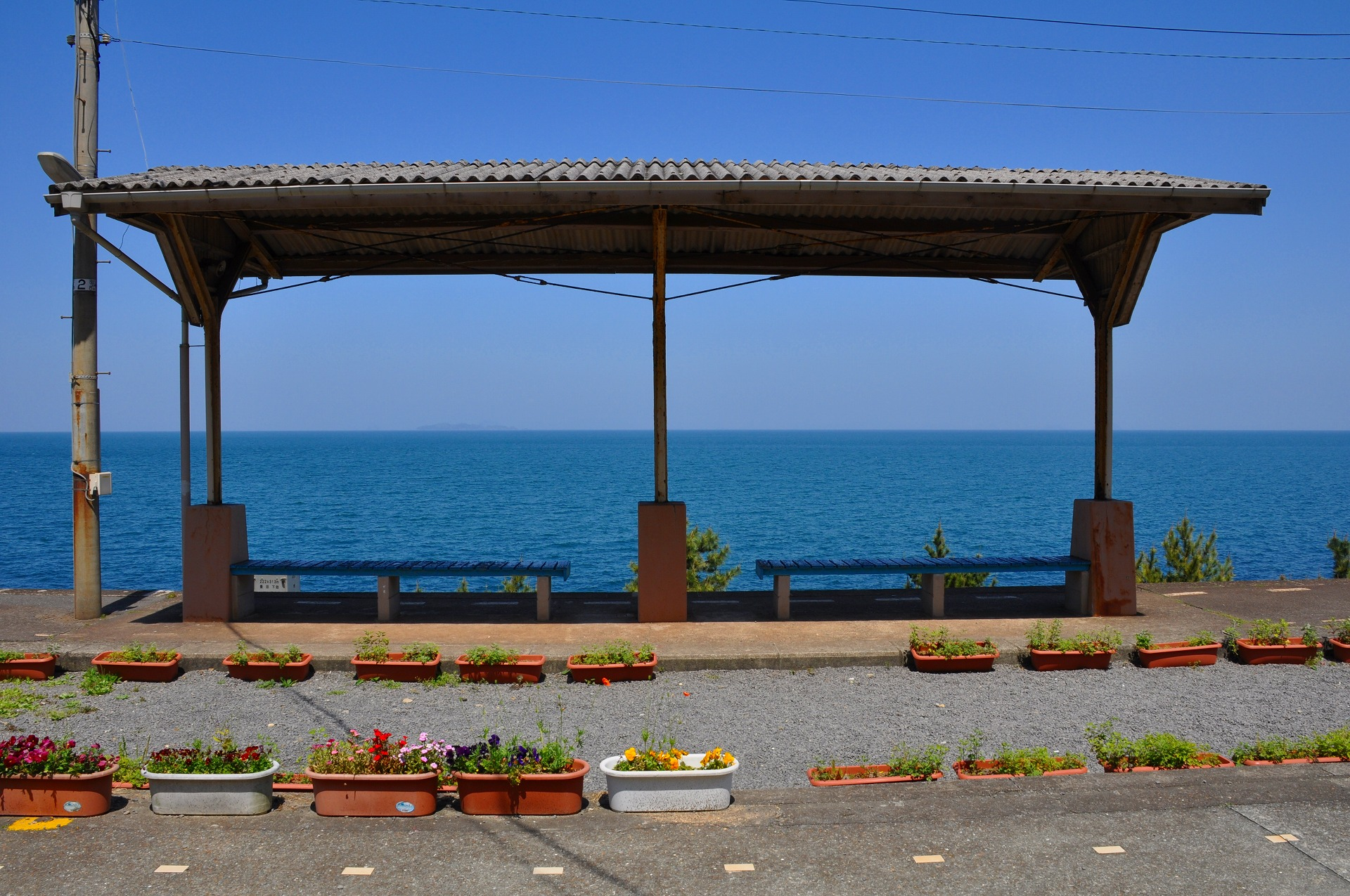
ポスターによく登場するアングル（2010年5月）

- 青春18きっぷのポスターに3度採用されている[6][3][16]。
  - ポスターの写真撮影の際に片側にしか駅名表記がなかった駅名標をひっくり返し、撮影後に元に戻したが、ポスター通りの風景を求める旅行者の声によって裏表ともに駅名が書かれたものに変わった。
  - 前述のとおり窓口業務を行っていないため、当駅では青春18きっぷを購入することはできない。

実写映画・ドラマ
- 映画『よさこい旅行』（1969年公開、瀬川昌治監督）では、フランキー堺演じる主人公が勤務する架空の「土佐大原駅」として使用された。
- 映画『男はつらいよ』シリーズの第19作『寅次郎と殿様』（1977年8月6日公開）[3]の冒頭シーンのロケに使われた[17]。渥美清扮する車寅次郎がベンチで眠り、駅員の「列車がきますよ」という声に起こされる、という設定だった。
- テレビドラマ『HERO 特別篇』（2006年7月3日）で、主人公・久利生公平（木村拓哉）が任地（山口県の設定）を離れるシーンに当駅がロケで使われた。
- テレビドラマ『リバース』（2017年5月19日）で、主人公・深瀬和久（藤原竜也）と友人の浅見康介（玉森裕太）が、何らかの事件に巻き込まれ死亡した友人の広沢由樹（小池徹平）の過去を知るために広沢の故郷の愛媛を訪れる場面で、当駅がロケに使われた。

バラエティ・ドキュメント
- 『ザ・ベストハウス123』（2007年8月8日）で「一度は降りてみたい!日本の美しい無人駅BEST3」として紹介された。順位は2位で、選者は横見浩彦。
- 『鶴瓶の家族に乾杯お正月スペシャル』（2009年1月1日、NHK総合）では、前年の2008年（平成20年）11月17日に愛媛県伊予市を訪れた笑福亭鶴瓶とゲストの古田敦也のロケ開始待ち合わせ場所として登場した。この際、地元住民が鶴瓶らに対し、当駅がHERO特別編のロケに使われたことを紹介した。
- 『ドキュメント72時間「四国 海だけの小さな駅で」』（2016年10月21日、NHK総合）において、当駅を舞台に撮影が行われた[18]。
- 『鉄道ファンがガチ投票!駅総選挙』（2022年5月2日、テレビ朝日）において、ポスターや映画の舞台にもなった瀬戸内海の絶景駅として紹介された。順位は17位で、ななめ45°の岡安章介は1位と予想していた[19][20]。

CM
- 財津和夫出演のロッテガムのテレビCMに登場した。[いつ?]
- 『日本縦断グリコワゴン』愛媛篇（2011年2月、江崎グリコ） - 深田恭子出演
- 『ガツン、とみかん』（2013年、赤城乳業） - 広瀬アリス出演[21]
- 『ひめの凜』ほかほかのそばに（駅）篇（2023年、JA全農えひめ）[22]

アニメ・ゲーム
- 『クッキンアイドル アイ!マイ!まいん!』（2009年 - 2013年、Eテレ） - アニメパートに登場した駅のモデル。[いつ?]
- 『境界の彼方』（TV未放送回） - 主人公・神原秋人の実家最寄り駅のモデルとして登場した。
- 『猫物語（黒）』（2012年12月31日） - オープニング
- 『アイドルマスター ミリオンライブ! シアターデイズ』（2017年6月29日発売） - 実装中のカード『夢色トレイン 箱崎星梨花』のカードイラストの背景モデルとされている[23]。
- 『アイカツスターズ!』（第100話・「まだ見ぬ未来へ☆」2018年3月29日テレビ東京系列放送） - 最終回。オープニングクレジット開始前パートとBパート開始直後に登場した海沿いにある駅のモデルとして登場した。オリジナルは非電化の駅だが、劇中では電化路線の駅となっており、電車が停まる場面があった。
- 『アオアシ』（第5話・「オレンジ色の景色」2022年5月7日、Eテレ） - 主人公・青井葦人が同級生達に見送られて東京へ出発する場面で登場。
- 『サザエさん』 - の2024年下期のオープニング映像で登場している[24]。

書籍
- 鈴木愛理（℃-ute）の写真集『登校日』とDVD『夏休み』（2010年（平成22年）8月 - 9月発売） - ロケに使用。
- 『十津川警部 海の見える駅 愛ある伊予灘線』（西村京太郎著、小学館、2018年7月12日）
- 『どこまでもブルー』（岡本千紘著、『あの日、あの駅で。駅小説アンソロジー』に収録、集英社オレンジ文庫、2020年9月18日）[25]
- 『かなしきデブ猫ちゃん マルの秘密の泉』（文：早見和真、絵：かのうかりん、愛媛新聞社、2021年7月18日） - 主人公・マルが当駅で下車する。

### イベント
- 駅のホームを舞台代わりに利用した音楽イベント「夕焼けプラットホームコンサート」が毎年9月の第1土曜日に開催されている。「内山線」（内子経由の新線）開通の1986年（昭和61年）に始まり、駅の利用が少なくなればやがて廃線になるのではないかとの危機感から、旧双海町産業課の若松進一（当時。現観光カリスマ）らの手によって実現にこぎ付けたものである。

## 隣の駅
四国旅客鉄道（JR四国）
■予讃線（愛ある伊予灘線）
伊予上灘駅 (S08) - 下灘駅 (S09) - 串駅 (S10)